# KEIRINグランプリ2023
KEIRINグランプリ2023（ケイリングランプリにーぜろにーさん）は、2023年12月30日に立川競輪場にて行われた、KEIRINグランプリの39回目の開催。格付けはGP。優勝賞金は1億3700万円（本賞金のみは1億3000万円）。
なお、ここではKEIRINグランプリシリーズ2日目に行われた、オッズパーク杯ガールズグランプリ2023（GGP）についても触れる。優勝賞金は1,330万円（副賞込み）。

## 出場選手
- 2023年11月26日に行われた第65回朝日新聞社杯競輪祭決勝戦終了後、出場選手が決定された[6][7][8]。
- 選考用賞金獲得額順位は、当年11月26日時点による。

| 番 | 選手名     | 府県   | 出場要件事項                                                        | 出場回数         |
| -- | ---------- | ------ | ------------------------------------------------------------------- | ---------------- |
| 1  | 古性優作   | 大阪   | 全日本選抜（高知）・高松宮記念杯（岸和田）・寬仁親王牌（弥彦） 優勝 | 3回目（3年連続） |
| 2  | 佐藤慎太郎 | 福島   | 選考用賞金獲得額 第4位                                              | 9回目（5年連続） |
| 3  | 松浦悠士   | 広島   | 選考用賞金獲得額 第5位                                              | 5回目（5年連続） |
| 4  | 眞杉匠     | 栃木   | オールスター（西武園）・競輪祭（小倉） 優勝                         | 初出場           |
| 5  | 深谷知広   | 静岡   | 選考用賞金獲得額 第6位                                              | 6回目（6年ぶり） |
| 6  | 山口拳矢   | 岐阜   | 日本選手権（平塚） 優勝                                             | 初出場           |
| 7  | 清水裕友   | 山口   | 選考用賞金獲得額 第7位                                              | 5回目（2年ぶり） |
| 8  | 新山響平   | 青森   | 選考用賞金獲得額 第9位                                              | 2回目（2年連続） |
| 9  | 脇本雄太   | 福井   | 選考用賞金獲得額 第8位                                              | 5回目（2年連続） |
|    | 松井宏佑   | 神奈川 | 補欠選手                                                            |                  |

## KEIRINグランプリ2023

### 競走成績
- 12月30日（土）[9][10][11][12][13][14][15][16]
- 誘導員: 柴田洋輔（東京）

| 着 | 番 | 選手名     | 齢 | 府県 | 期別 | 級班 | 着差  | 上り | 決ま り手 | S/J H/B | 個人 状況 |
| -- | -- | ---------- | -- | ---- | ---- | ---- | ----- | ---- | --------- | ------- | --------- |
| 1  | 3  | 松浦悠士   | 33 | 広島 | 98   | SS   |       | 11.0 | 差し      |         |           |
| 2  | 5  | 深谷知広   | 33 | 静岡 | 96   | SS   | 3/4輪 | 11.1 | 捲り      |         |           |
| 3  | 4  | 眞杉匠     | 24 | 栃木 | 113  | SS   | 1/2輪 | 10.9 |           |         |           |
|    |    |            |    |      |      |      |       |      |           |         |           |
| 4  | 1  | 古性優作   | 32 | 大阪 | 100  | SS   | 3/4身 | 11.5 |           |         |           |
| 5  | 6  | 山口拳矢   | 27 | 岐阜 | 117  | SS   | 1身   | 11.0 |           |         |           |
| 6  | 8  | 新山響平   | 30 | 青森 | 107  | SS   | 1/2身 | 11.3 |           | JH      |           |
| 7  | 2  | 佐藤慎太郎 | 47 | 福島 | 78   | SS   | 1/4輪 | 11.2 |           | S       |           |
| 8  | 9  | 脇本雄太   | 34 | 福井 | 94   | SS   | 1/2身 | 11.8 |           | B       |           |
| 9  | 7  | 清水裕友   | 29 | 山口 | 105  | SS   | 3/4身 | 11.3 |           |         |           |

### 配当金額
| 3=4 | 970円 | (5) |

| 3=4=5 | 3,110円 | (10) |

| 3-4 | 2,080円 | (10) |

| 3-5-4 | 21,370円 | (82) |

| 3=5 | 2,580円 | (10) |

| 3=5 | 860円 | (14) |
| 3=4 | 530円 | (6)  |
| 4=5 | 820円 | (11) |

| 3-5 | 5,210円 | (22) |

## ガールズグランプリ2023
- 2023年11月23日に行われた第1回競輪祭女子王座戦決勝戦終了後、出場選手が決定された。

| 車番 | 1            | 2            | 3            | 4        | 5            | 6          | 7            | 補欠     |
| ---- | ------------ | ------------ | ------------ | -------- | ------------ | ---------- | ------------ | -------- |
| 選手 | 佐藤水菜C    | 児玉碧衣P    | 梅川風子Q    | 久米詩\1 | 尾方真生\3   | 吉川美穂\4 | 坂口楓華\5   | 石井寛子 |
| 事項 | 2年連続4回目 | 8年連続8回目 | 4年ぶり4回目 | 初出場   | 3年連続3回目 | 初出場     | 2年ぶり2回目 | -        |

【注釈】優勝者名横の記号は、C:オールガールズクラシック優勝（松戸）、P:パールカップ優勝（岸和田）、Q:競輪祭女子王座戦優勝（小倉）、\:選考用賞金獲得額上位（数字は順位）。

### 競走成績
- 12月29日（金）[19]

| 着 | 番 | 選手名   | 齢 | 府県   | 期別 | 級班 | 着差   | 上り | 決ま り手 | S/J H/B | 個人 状況 |
| -- | -- | -------- | -- | ------ | ---- | ---- | ------ | ---- | --------- | ------- | --------- |
| 1  | 1  | 佐藤水菜 | 25 | 神奈川 | 114  | L1   |        | 11.5 | 捲り      |         |           |
| 2  | 3  | 梅川風子 | 32 | 東京   | 112  | L1   | 4身    | 11.6 | 差し      |         |           |
| 3  | 2  | 児玉碧衣 | 28 | 福岡   | 108  | L1   | 1/4輪  | 11.8 |           |         |           |
| 4  | 4  | 久米詩   | 24 | 静岡   | 116  | L1   | 1身    | 12.0 |           |         |           |
| 5  | 7  | 坂口楓華 | 26 | 愛知   | 112  | L1   | タイヤ | 11.6 |           |         |           |
| 6  | 6  | 吉川美穂 | 30 | 和歌山 | 120  | L1   | 3身    | 12.4 |           |         |           |
| 7  | 5  | 尾方真生 | 24 | 福岡   | 118  | L1   | 6身    | 13.2 |           | HB      |           |

### 配当金額
|  | 【未発売】 |

| 1=2=3 | 480円 | (1) |

|  | 【未発売】 |

| 1-3-2 | 1,430円 | (2) |

| 1=3 | 320円 | (1) |

| 1=3 | 160円 | (1) |
| 1=2 | 170円 | (2) |
| 2=3 | 340円 | (5) |

| 1-3 | 490円 | (1) |

## エピソード
- 立川での開催は、佐藤慎太郎が制覇したKEIRINグランプリ2019以来4年ぶり。

- 今開催のキャッチフレーズは「頂だけを、見つめろ。」。

- 今開催は、4年ぶりに入場制限が組まれなかった[注 1]。なお、特別観覧席に関しては、最終日の30日のみ事前発売のみとした。

- 本年より2日目に行われるガールズグランプリの格付けをF2からガールズケイリンとしては史上初のGPに変更して実施する事になった[22]。なお、次回以降も同様とする。

- 近年はCOVID-19の影響を考慮して関係者のみの出席で行っていたKEIRINグランプリ2023前夜祭については、12月19日に京王プラザホテルにて共同記者会見と共に行うが、2019年以来4年ぶりに事前抽選を行った上でファンを迎えて行った[23]（ガールズグランプリの久米詩は体調不良のため欠席）[24]。なお、共同記者会見と前夜祭はSPEEDチャンネルで生中継された。

- 初日は寺内大吉記念杯競輪第9R終了後、バンク内の特設ステージで開会式としてKEIRINグランプリ2023オープニングセレモニーが行われた[注 2]。

- 2日目はガールズグランプリ2023終了後、バンク内の特設ステージでヒグチアイ（表彰式にも花束贈呈で出演）によるスペシャルミニライブ[注 3]が行われた後、優勝した佐藤水菜へのインタビューと表彰式が行われた。

- 最終日の寺内大吉記念杯競輪の表彰式での花束贈呈は横山由依（当日にはトークショーで来場）が、KEIRINグランプリ2023表彰式での花束贈呈は、なかやまきんに君（こちらもお笑いライブで来場）が担当[25]。

- GP単体の目標額は65億円[26]だったが、売上額は7年連続で前年よりアップしたものの63億1139万5100円[27][注 4]で、目標額には届かなかった。なお、初日のヤンググランプリは8億2947万3600円[28]、2日目のガールズグランプリは9億2384万7000円[29]で、2012年の創設以降初めてガールズグランプリがヤンググランプリの売上を上回った。

- シリーズ全体の目標額は135億円[26]だったが、シリーズ三日間の総売上額は140億9563万4200円[30]で目標額を上回った。なお、各日ごとの入場者数と売上額は、初日入場3,322人・売上22億5177万200円[31]、2日目入場5,127人・売上27億7917万3200円[32]、最終日入場15,985人・売上90億6469万800円[33]。また、KEIRINグランプリシリーズが140億円を超えたのは2008年以来15年ぶりとなった。

### 放送関係
- 地上波では最終日の16:00 - 16:55に「坂上忍の勝たせてあげたいTV 人力最速王決定戦！ KEIRINグランプリ2023（GP）」《日本テレビ系列全国ネット》を放送[34][35]。スタジオ司会は3日間共通で坂上忍と宇垣美里、リポーターも3日間共通で稲村亜美、ゲストは武豊と武井壮、解説は加藤慎平、実況は橋本悠督が担当。また、この中継では前年と本年の第77回日本選手権競輪決勝戦に続きBS日テレのみの初日も含めてバンク内に設置したカメラを用いた自由視点映像も放映した[36]。
  - BS日テレと日本テレビ[注 5]（関東ローカル）では、初日の16:00 - 16:55にヤンググランプリ「若手人力最速王決定戦！ ヤンググランプリ2023（GII）」と、2日目の16:05 - 16:55にガールズグランプリ「人力最速女王決定戦！ ガールズグランプリ2023（GP）」も生中継を実施した[注 6]。

- BS放送では「KEIRINグランプリ2023」《NHK BS》を放送。リポーターは西川順一アナウンサーと星野圭介アナウンサー、解説は中野浩一、実況は大坂敏久アナウンサーが担当。

- 今大会もラジオ放送が行われた[注 7]。2日目のガールズグランプリも含めて、ラジオNIKKEI第2放送で放送された。ゲストはガールズグランプリが高木真備（事前収録のインタビューでの出演）と栗林さみ、KEIRINグランプリが松岡正海騎手、現地リポートは両日ともに中野雷太アナウンサー、解説も両日ともに須田鷹雄、実況はガールズを大関隼アナウンサー、KEIRINグランプリを山本直アナウンサーが担当。

### 競走データ
- 2002年4月より使用されてきたユニフォームを着用して行われた、最後のグランプリとなった。

- 優勝賞金は本年も増額され、副賞込みで初めて1億3000万円を超える事になった。グランプリ前に既に年間獲得賞金額2億円を突破していた古性優作は、優勝すれば前年に脇本雄太が記録した年間獲得賞金額最高記録（3億584万2300円）を更新するところであったが、4着となり更新はできなかった（最終的に古性は2023年は2億3445万8500円を獲得[37]）。

- 1番車・古性優作、9番車・脇本雄太という車番は2年連続（さらに翌年も）。

- 山口拳矢は、史上初となる父・山口幸二との親子グランプリ出場、親子S級S班在籍を果たした。

- 深谷知広は愛知、静岡の両登録地所属でグランプリ出場を果たした。複数の登録地でKEIRINグランプリ出場を果たしたのは小橋正義、後閑信一に続き三例目になった。また、ガールズグランプリの坂口楓華も京都、愛知の両登録地での出場となり、史上初の複数の登録地でガールズグランプリ出場を果たす事にもなった。

- 本年も、KEIRINグランプリの出場選手は開催初日の12月28日に競輪場入りした。

- 佐藤慎太郎は優勝すれば山口幸二が持つグランプリ最年長優勝記録（43歳5か月）を更新するところであったが、7着となった。

- 優勝した松浦悠士は、1996年の小橋正義（当時は岡山に在籍）以来27年ぶりの中国地区からのグランプリ覇者となった。また、優勝賞金1億3700万円を獲得したことで、それまで加藤慎平が持っていた月間獲得最高賞金額記録（2005年12月、1億3000万円）を更新した[38]。さらに、通算取得賞金10億円到達を果たした（通算39人目・現役選手では21人目）[39][40]。

- 松浦悠士が優勝したことにより、古性優作に加え、松浦も2億円超えを達成（2023年は2億5270万7900円で賞金王）。年間2億円超えが2名誕生したのは史上初となった[37]。